# Прудки (Крым)
Прудки́ (до 1948 года Кара́-Оба́; укр. Прудки, крымскотат. Qara Oba, Къара Оба) — исчезнувшее село в Белогорском районе Республики Крым, на территории Зеленогорского сельсовета. Располагалось в центре района, в пределах Внутренней гряды Крымских гор. Названа по хребту Кара-Оба, у западного подножия которого, в балке Караоба-Джилга (верховья долины реки Сарысу, левого притока Биюк-Карасу) находилось село, примерно в 1,5 км к юго-западу от села Яковлевка.

## История
Впервые в доступных источниках селение Кара-Оба встречается на карте 1924 года. Согласно Списку населённых пунктов Крымской АССР по Всесоюзной переписи 17 декабря 1926 года, в селе Кара-Оба, Аргинского сельсовета Карасубазарского района, числилось 10 дворов, все крестьянские, население составляло 49 человек, из них 48 русских и 1 эстонец.
В 1944 году, после освобождения Крыма от фашистов, 12 августа 1944 года было принято постановление № ГОКО-6372с «О переселении колхозников в районы Крыма», в исполнение которого в район завезли переселенцев: 6000 человек из Тамбовской и 2100 — Курской областей, а в начале 1950-х годов последовала вторая волна переселенцев из различных областей Украины. С 25 июня 1946 года Кара-Оба в составе Крымской области РСФСР. Указом Президиума Верховного Совета РСФСР от 18 мая 1948 года Кара-Оба переименована в Прудки. С 1953 года Прудки в составе Зеленогорского сельсовета. 26 апреля 1954 года Крымская область была передана из состава РСФСР в состав УССР.
Расселено между 1968 и 1977 годами.